# Somatochlora ozarkensis
Somatochlora ozarkensis är en trollsländeart som beskrevs av Bird 1933. Somatochlora ozarkensis ingår i släktet glanstrollsländor, och familjen skimmertrollsländor. IUCN kategoriserar arten globalt som nära hotad. Inga underarter finns listade i Catalogue of Life.